# Climent Garau Arbona
Climent Garau Arbona (Palma de Mallorca, 1924-Buñola, Baleares, 29 de agosto de 2015) fue un farmacéutico y político español.
Fue presidente de la Obra Cultural Balear desde 1970 hasta 1976. En 1975 fundó el partido Alianza Nacional Mallorquina (ANAM) y, al año siguiente, el Grupo Autonomista y Socialista de las Islas.
Posteriormente se incorporó al Partido Nacionalista Mallorquín y a la Unión Autonomista de Baleares, de la que fue candidato a las elecciones generales del año 1977. Finalmente, se afilió al Partido Socialista de Mallorca, por el que también se presentó a las elecciones generales del año 1982. En ninguna de las dos ocasiones salió elegido.
En 1985 fundó el Grupo Blanquerna, una entidad dedicada al estudio de la realidad cultural y nacional de Mallorca.
Recibió el Premio Ramón Llull del Gobierno Balear en 2000 "en reconocimiento a toda su actuación en defensa de las señas de identidad de las Islas" y la Cruz de San Jorge de la Generalidad de Cataluña en 2003 en mérito a "su trayectoria como referente del nacionalismo en las Islas Baleares".